# Таганрозький Микільський дитячий притулок
Таганрозький Микільський дитячий притулок (рос. Таганрогский Никольский детский приют) — дитячий притулок, що існував із середини ХІХ до середини ХХ сторіччя в місті Таганрог, Росія. Будівля притулку знаходилася на місці сучасного будинку по вул. Чехова, 49/27.

## Заснування
У 1839 році Сенатом Російської імперії затверджено положення про дитячі притулки. Таганрозький градоначальник барон Отто Германович Франк розпочав збір коштів для заснування міського дитячого притулку. Цей процес активізувався вже при іншому градоначальнику — Олександрі Карловичу Лівен. У влаштуванні притулку брали участь відомі містяни того часу. Так, місцевий купець Сарі пожертвував свою будівлю для розміщення притулку. Ця одноповерхова будівля з колонами розташовувалась в Успенському (зараз — Добролюбовському) провулку. Були також здійснені значні благочинні грошові внески на потреби притулку.

## Діяльність
6 грудня 1851 року притулок було відкрито. Його було названо Микільським (рос. Николаевским). Першою піклувальницею притулку затвердили княгиню Катерину Микитівну Лівен — дружину градоначальника.
Пізніше купець Василь Миколайович Третьяков добудував на розі нинішньої вулиці Чехова № 49 (тоді — Поліцейської № 37) і Добролюбовського (тоді — Успенського) провулку будівлю домової церкви святого Миколая. На північно-східному боці будинку було встановлено храмовий образ Святителя Миколая.
На початку 1897 року було відкрито денний притулок, щось на кшталт сучасного дитячого садочку, де батьки могли залишати своїх дітей на час роботи — можливо це було одним із перших закладів такого типу у Росії. Піклувальником денного притулку став міський голова Іорданов Павло Федорович.
Найбільшого розквіту Микільський притулок досяг коли ним опікувалася Олена Марківна Лакієр — правнучка активного учасника Грецької національно-визвольної революції Івана Андрійовича Варваці (Варвакіс) та дружина російського історика Олександра Борисовича Лакієра. Зважаючи на значний внесок О. М. Лакієр у розвиток притулку, містяни неофіційно називали його «Лакієрієвським прихистком» (рос. «Лакиериевским убежищем»). Офіційно ж 1904 року притулок назвали Олексіївським на честь народження спадкоємця імператорського престолу цесаревича Олексія.
Почесним членом опікунської ради притулку у свій час був Антон Павлович Чехов.
Притулок був розрахований на 40 дітей віком від 4 до 7 років. Їх навчали грамоти, ведення домашньої роботи і різних робітничих спеціальностей, готуючи з них швачок, кравців, прислуг. У дворі притулку був сад. Улітку вихованців притулку вивозили на заміську дачу.

## За часів радянської влади

### Після Жовтневого первороту
Після Жовтневого перевороту 1917 року притулок закрили, деякий час будова стояла безгосподарною, однак через три роки в ньому розмістили дитячий будинок. У 1923 році було закрито домову церкву, що діяла при притулку. Через деякий час дітей з дитячого будинку переселили, а будівлю віддали під житловий будинок і заселили мешканцями.

### У часи Другої світової війни
У 1943 році діти з чотирьох місцевих дитячих будинків (у тому числі і з колишнього Микільського притулку), яких не встигли на початку війни евакуювати з Таганрогу, були вивезені відступаючими гітлерівськими військами на територію України. Окупанти використовували дітей донорами для своїх поранених офіцерів. Урешті-решт, близько 100 дітей віком від 3 до 15 років опинилися в селі Велика Лепетиха на Херсонщині, де восени розпочалася драма, що отримала назву «Лепетихська трагедія»: опинившись у вирі запеклих боїв між фашистами та радянськими військами малі діти вимушені були більш ніж три місяці переховуватися в холодному підвалі колишнього овочехсховища, знемагаючи від холоду та голоду. Лише на початку лютого 1944 року село було визволено від німецько-фашистських окупантів і діти були врятовані.

### Післявоєнний час
Будівля колишнього притулку збереглася до початку 1950-х років. Проте в 1952 році будинок було зруйновано і на його місці в 1953—1954 роках було зведено досить комфортабельний на ті часи 4-х поверховий будинок, який було заселено протягом наступних двох років. Через те, що новий будинок було зведено для співробітників місцевого Радіотехнічного інституту, в народі він отримав назву «Професорський будинок».